# パンド県
パンド県 (パンドけん、Departamento de Pando)は、ボリビア北部の県。北側はブラジル国境で、南側はラパス県、東側はベニ県とブラジル、西側はペルーと接している。
中心都市はコビハ。人口は約60.995人。熱帯性気候で県土の大部分は森林や川で埋め尽くされている。低い土地は水害が多いことが特徴で、何ヶ月も水が引かないこともある。したがって、陸路は乾期の時にしか使えず、雨期には空路か或いは水路を使用しなければならない。
面積は63.287Km²で海抜約280メートル。

## 政治
現在の国の憲法によると、県の最高権限を持っているのは県知事であり、この権限はいくらか制限された大統領のものに似ている。2005年度から県知事は一般市民の選挙によって選出され、任期は5年間である。（それ以前は、県知事は大統領に指名されていた）
パンド県の県議会は8人の議員によって構成されていて、最低でも各郡に議員1名は配置される。各議員の選挙は、自治体によって行われる。

## 隣接する県
- アクレ州
- ロンドニア州
- ベニ県
- ラパス県
- マードレ・デ・ディオス県

## 行政区画
パンド県は以下の5つの郡がある。
| 郡                     | 首都                         | 面積   | 人口   |
| ---------------------- | ---------------------------- | ------ | ------ |
| アブナ郡               | サンタ・ロサ・デ・アブナ     | 7,468  | 2,121  |
| フェデリコ・ロマン郡   | フォルタレサ                 | 13,200 | 3,045  |
| マドレ・デ・ディオス郡 | プエルト・ゴンサレス・モレノ | 10,879 | 11,453 |
| マヌリピ郡             | プエルト・リコ               | 9,819  | 9,670  |
| ニコラス・スアレス郡   | ポルベニール                 | 22,461 | 41,838 |

## 経済
現在コビハの最も大きな経済活動は鉱業とアーモンド生産で、その大部分がブラジルに輸出されている。鉱業では金、リチウム、朱、チタン鉄鉱、ボーキサイト、宝石などが見つかっている。
パンド県の気候は熱帯地域そのもので、農業では、トウモロコシ、カカオ、コーヒー豆、ユカ（マンディオカ）、米、熱帯果物、野菜などが生産されている。
この地域の土地の豊かさのおかげで、牧畜は地域の住民のための重要な活動である。釣りに関しては、川はパクー、スルビ、ドラード、パロメタ、サーバロ、バーグレ、ブランキーオなどの豊富な種類の魚の生息地である。